# Beautiful Boy (Darling Boy)
Beautiful Boy (Darling Boy) est une chanson écrite et interprétée par John Lennon. Elle paraît sur l'album Double Fantasy, le dernier sorti avant son assassinat.

## Paroles
Les paroles de la chanson sont dédiées à Sean, le fils de Lennon et de Yoko Ono. Lennon rapporte qu'il ne voulait pas répéter les mêmes erreurs qu'avec son premier fils Julian et donner à Sean l'attention qu'il méritait. La chanson contient la phrase « la vie est ce qui arrive quand vous êtes occupés à faire d'autres projets » (en anglais : Life is what happens when you are busy making other plans), parfois attribuée à tort à Lennon mais qui avait déjà été écrite en 1957 par Allen Saunders dans le Reader's Digest.

## Postérité
Paul McCartney a cité cette chanson comme sa préférée de John, et l'a incluse dans la liste des disques qu'il emmènerait sur une île déserte dans l'émission Desert Island Discs (en) sur BBC Radio 4.

## Reprise
La chanteuse canadienne Céline Dion a repris la chanson sur son album Miracle en 2004. Sa version a atteint la 23ème place des classements aux États-Unis et la 18ème au Canada.